# Cimetière Ross Bay
Pour les articles homonymes, voir Ross Bay.
Cimetière Ross Bay (en anglais : Ross Bay Cemetery) est un cimetière de Victoria en Colombie-Britannique.

## Situation
Situé au 1516 Fairfield Road de la capitale provinciale britanno-colombienne sur l'île de Vancouver, le cimetière abrite les sépultures de plusieurs figures marquantes de la colonie de l'Île de Vancouver et de la colonie de la Colombie-Britannique.

## Histoire

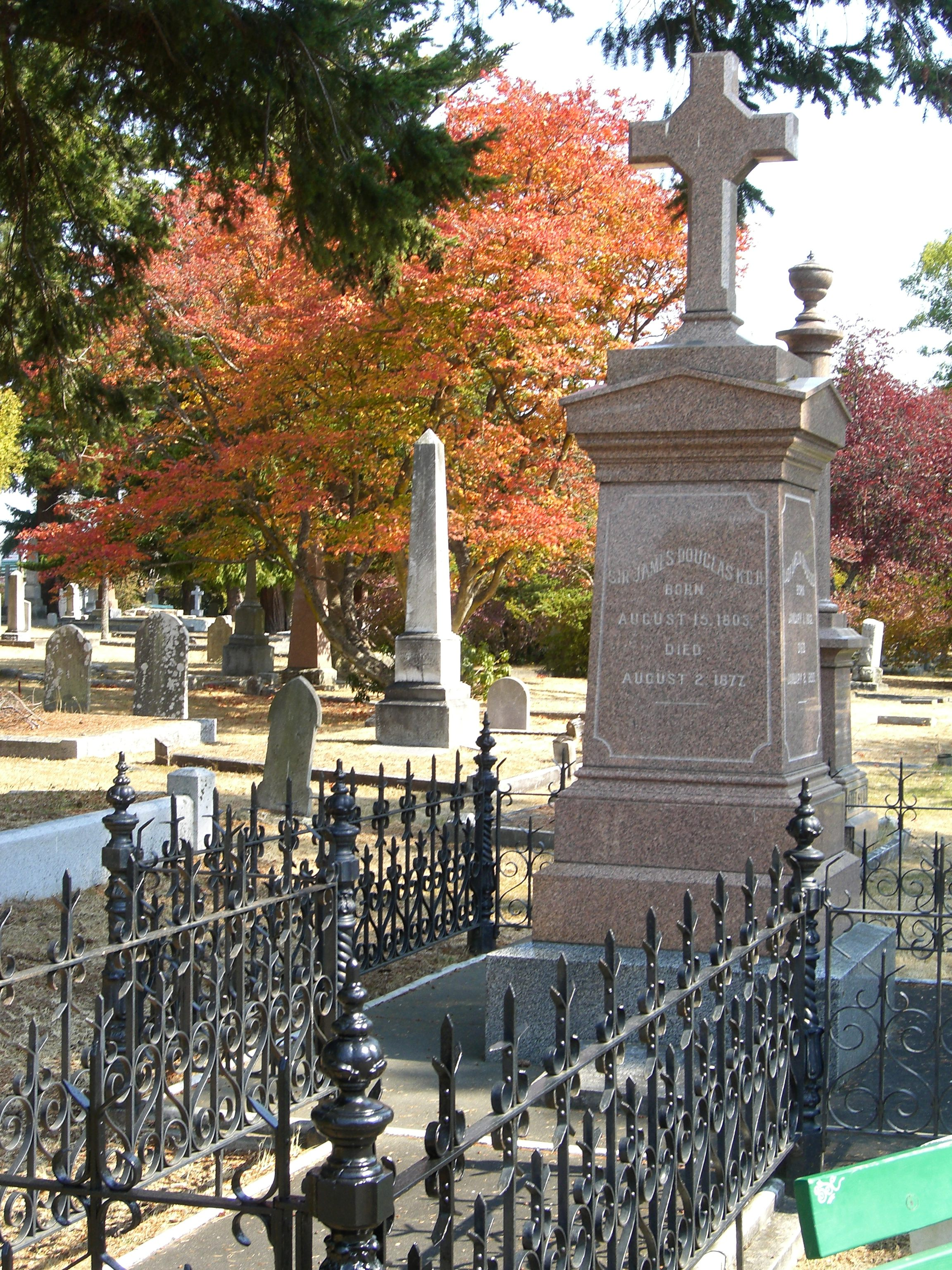
La sépulture de Sir James Douglas, premier gouverneur colonial de la Colombie-Britannique

Le cimetière est ouvert vers la fin de 1872 avec l'inhumation de Mary Letitia (Pemberton) Pearse, épouse de Benjamin Pearse (en) homme politique siégeant au conseil exécutif colonial. Les 27,5 acres (111 000 m²) du terrain du cimetière sont alors une partie d'un parc public basé sur la partie sud de la baie Ross sur l'océan Pacifique. Le site est nommé en l'honneur de Isabella Mainville Ross, première femme enregistrée en tant que propriétaire foncière en Colombie-Britannique. En plus de cet accomplissement, Isabella est également d'origines autochtones avec une ascendance anichinabé et métis francophone. Son fils métis, Alexander Ross, est inhumé dans le cimetière en 1876. Sa pierre tombale désormais en possession de la Old Cemeteries Society et est utilisé comme un modèle pour les sépultures d'autrefois. Isabella Ross est enterrée face à son fils en 1885. En 1994, la Old Cemeteries Society marque la tombe d'Isabella avec un insigne patrimonial tel que celui qu'elle avait choisi pour son fils.
En 1911 un mur est construit contre l'érosion des berges causées par le mouvement des vagues. Durant les années 1930, la ville procède à la plantation de plusieurs arbres qui donne un aspect différent au cimetière lors de son ouverture.
Le style victorien du cimetière Ross Bay contient plusieurs mausolées, ainsi que plusieurs piliers représentant l'élite de l'époque. En raison du fait que Victoria est la capitale de la province, plusieurs hommes politiques de l'époque jusqu'au milieu du 20e siècle, avant l'avènement d'un service de traversier régulier et de l'aviation, ont fait de la ville le site de leur demeure permanente. Ceci fait alors en sorte que le cimetière sert de sépulture à plusieurs anciens premiers ministres de la Colombie-Britannique.
Bien que le cimetière de Ross Bay fût considéré en pleine capacité, la ville de Victoria découvre environ 270 parcelles de terrains inutilisées vers la fin des années 1990. Après un processus de loterie, la ville vend sept de ces parcelles en avril 2004, ainsi que 65 autres en février 2007. L'argent récolté par la vente des lots permet alors de financer les travaux de rénovations entrepris par la suite dans le cimetière.

## Personnalités inhumées
Plusieurs personnalités ayant eu un impact dans le développement de la Colombie-Britannique figure parmi les 27 000 personnes inhumées dans le cimetière dont :
- Billy Barker (en) (1819-1894), pionnier et prospecteur
- Sir Frank Stillman Barnard (1856-1936), lieutenant-gouverneur (1914-1919)
- Robert Beaven (1836-1920), homme politique et premier ministre (1882-1883)
- Sir Matthew Begbie (en) (1819-1894), premier juge en chef de la Colombie-Britannique
- Harlan Carey Brewster (1870-1918), homme politique et premier ministre (1916-1918)
- Emily Carr (1871-1945), peintre
- Nellie Cashman (en) (1845-1925), infirmière et prospecteur
- Sir Henry Pering Pellew Crease (1823-1905), avocat et juge de la Cour suprême de la Colombie-Britannique
- Sarah Lindley Crease (1826-1922), artiste
- Alexander Edmund Batson Davie (1847-1889), homme politique et premier ministre (1887-1889)
- Theodore Davie (1852-1898), juriste et premier ministre (1892-1895)
- Edgar Dewdney (1835-1916), lieutenant-gouverneur (1892-1897)
- Amor De Cosmos (1825-1897), homme politique et premier ministre (1872-1874)
- Sir James Douglas (1803-1877), 1er gouverneur de la colonie de Colombie-Britannique
- James Dunsmuir (1851-1920), homme politique et premier ministre (1900-1902)
- Andrew Charles Elliott (1828-1889), homme politique et premier ministre (1876-1878)
- Roderick Finlayson (1818-1892), personnalité considéré comme le « Père de Victoria »
- John Hamilton Gray (1814-1889), père de la Confédération canadienne, juge à la Cour suprême de la Colombie-Britannique
- Byron Ingemar Johnson (1890-1964), homme politique et premier ministre (1947-1952)
- Hannah Maynard (1834-1918), photographe
- Sir Richard McBride (1870-1917), homme politique et premier ministre (1903-1915)
- John McLean (en) (c. 1799-1890), trappeur et explorateur, crédité d'avoir sauvé le nord-ouest du Canada lors des réclamations de l'Alabama
- James E. McMillan (en) (mort en 1907), maire de Victoria en 1872
- William Henry McNeill (en) (1803-1875), capitaine du SS Beaver. Port McNeill est nommé en son honneur.
- Thomas Wilson Paterson (1850-1921), lieutenant-gouverneur (1909-1914)
- Joseph Despard Pemberton (1821-1893), arpenteur-général de la colonie de la Colombie-Britannique
- Sophie Pemberton (1869-1959), peintre
- Edward Gawler Prior (1853-1920), homme politique et premier ministre (1902-1903)
- John Robson (1824-1892), homme politique et premier ministre (1889-1892)
- Isabella Mainville Ross (en) (1807-1885), première femme propriétaire foncière en Colombie-Britannique
- George Anthony Walkem (1834-1908), homme politique et premier ministre (1874-1876 & 1878-1882)

## Sépulture de militaires
Le cimetière contient 135 tombes de militaires ayant servit dans les armées du Commonwealth. Parmi celle-ci, 133 sont pour des militaires de la Première Guerre mondiale et 2 de militaires de la Seconde Guerre mondiale.